# Talthybia depressa
Genre
Espèce
Talthybia depressa, unique représentant du genre Talthybia, est une espèce d'araignées aranéomorphes de la famille des Araneidae.

## Distribution
Cette espèce se rencontre en Birmanie, en Chine au Yunnan, aux Philippines et à Singapour,.

## Description
Les mâles mesurent de 14,50 à 15,50 mm et les femelles de 16,50 à 22,0 mm.

### Description du mâle
Le mâle juvénile holotype mesure 11 mm.
Le mâle décrit par Mi, Wang et Li en 2024 mesure 14,80 mm.

### Description de la femelle

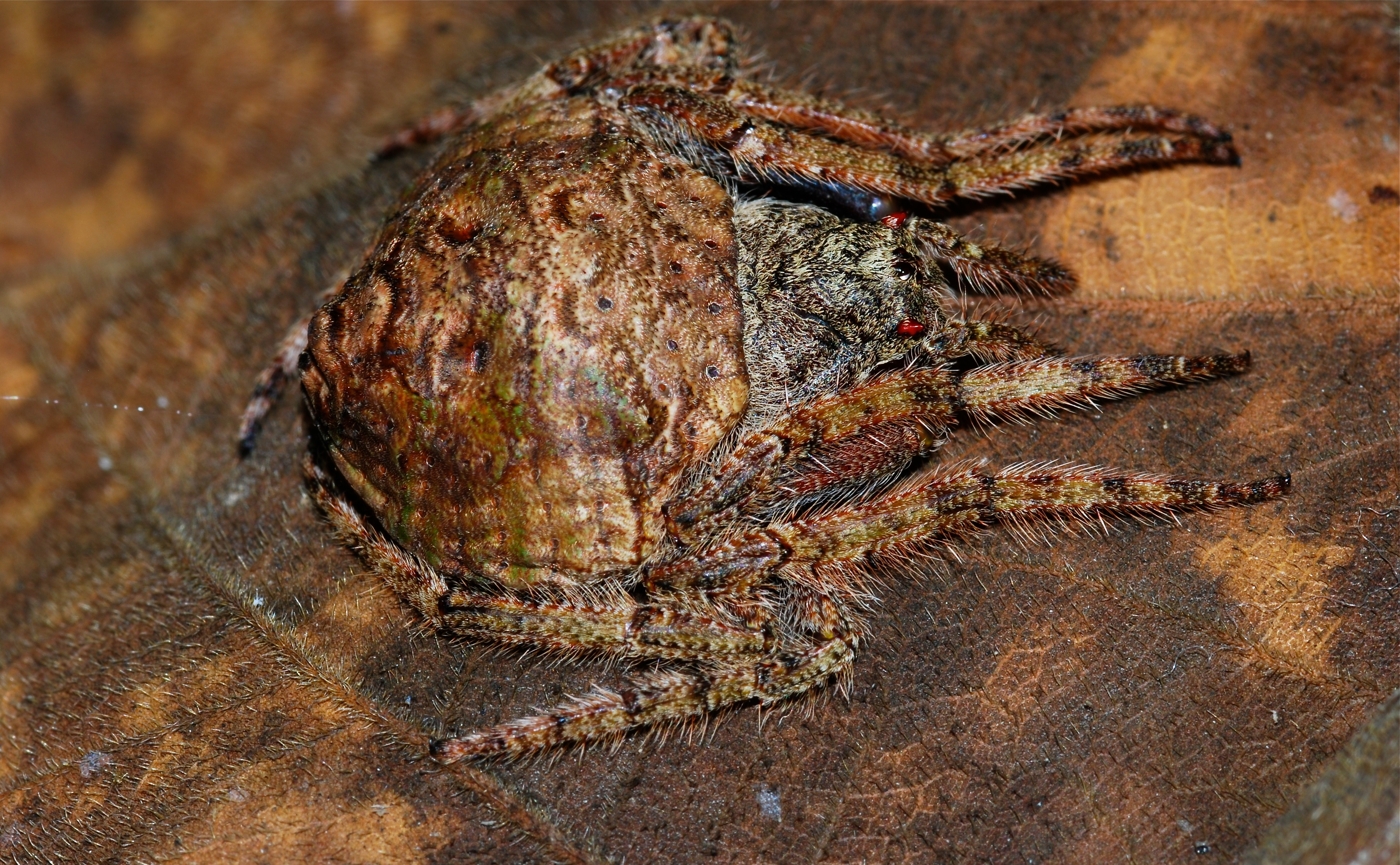
Vue latérale

La femelle décrite par Han, Zhu et Levi en 2009 mesure 17,43 mm avec un céphalothorax d'environ 6,88 mm de long et 6,77 mm de large et un abdomen d'environ 11,77 mm de long et 13,32 mm de large.
Le femelle décrite par Mi, Wang et Li en 2024 mesure 20,10 mm.
La carapace est rouge-orange avec de fines setae blanches et de courtes setea noires. L'extérieur de la profonde rainure cervicale est recouvert de petites granules avec des setae. Des sillons radiaux sont présents et la fovéa est transversale. La carapace présente un tubercule pointu à l'angle latéral de la marge antérieure.

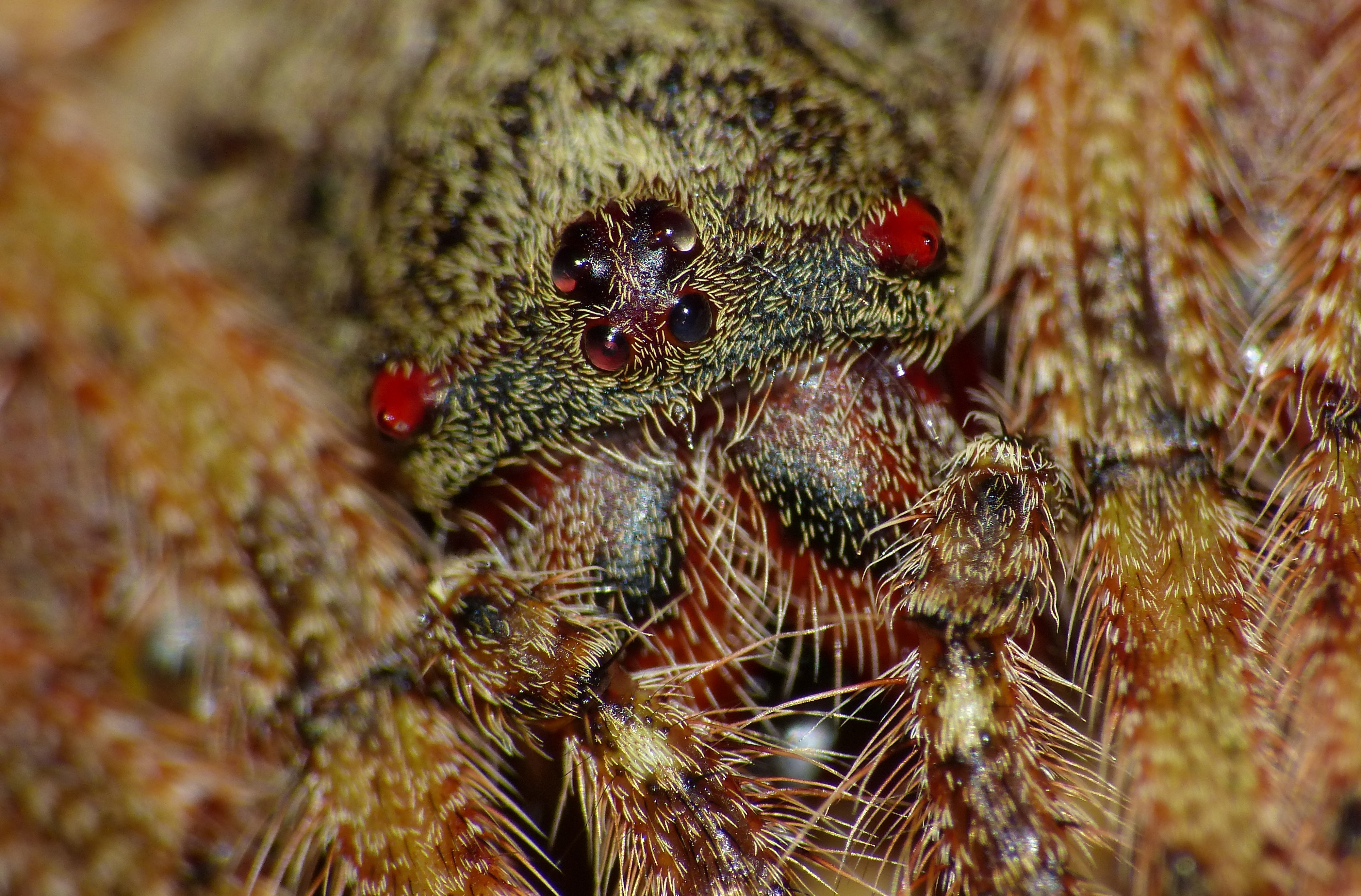
Détail des yeux

Les deux rangées d'yeux sont recourbées avec la rangée d'yeux antérieure légèrement plus longue que la rangée d'yeux postérieure. Les yeux latéraux sont situés sur les côtés latéraux de la pointe des tubercules. La zone oculaire est plus étroite à l'avant qu'à l'arrière et plus large que longue.
Une petite protubérance est située sous le clypéus. Les chélicères sont brun clair et le sternum jaunâtre, avec des marges jaune-brun. Les maxilla sont brun rougeâtre et le labium est brun rouge avec la pointe jaune. 
Les pattes sont jaunes avec les fémurs brun clair et présentent quelques macro-setae courtes. La formule des pattes est 1243.
L'abdomen est plus large que long avec la partie dorsale jaunâtre et des pigments brun clair sur la partie postérieure. Il présente trois tubercules antérieur, deux médians et deux postérieurs ainsi que de nombreuses taches brunes arrondies et sclérifiées. La partie postérieure est plissée. La partie ventrale est jaunâtre.
La hampe de l'épigyne est développée, large et plate, sans plis transversal, en forme de cuillère distalement. La spermatèque présente des extrémités en forme de papilles proches les unes des autres.

## Publication originale
- Thorell, 1898 : « Viaggio di Leonardo Fea in Birmania e regioni vicine. LXXX. Secondo saggio sui Ragni birmani. II. Retitelariae et Orbitelariae. » Annali del Museo Civico di Storia Naturale di Genova, sér. 2, no 19 (39), p. 271-378 (texte intégral).